# Gregg Binkley
Gregg Binkley (Topeka, 10 febbraio 1963) è un attore statunitense.
Nato a Topeka, in Kansas, ha frequentato il Washburn Rural High School, prima di dedicarsi agli studi di recitazione. È famoso per la sua partecipazione alla serie televisiva della NBC My Name Is Earl, nella quale interpreta il ruolo ricorrente di Kenny James, un uomo gay. Compare anche in Una mamma per amica, Malcolm, Sabrina, vita da strega, Prima o poi divorzio!, The Drew Carey Show e Gli amici di papà. Ha interpretato il nipote di Lewis Skolnick (Robert Carradine) nel terzo episodio della saga La rivincita dei Nerds.
Ha lavorato inoltre nella serie TV Aiutami Hope!, in cui interpreta Barney, uno dei personaggi ricorrenti.

## Vita privata
Durante i corsi di recitazione, ha incontrato Tokiko Ohniwa, una ragazza giapponese, che nel 2003 ha poi sposato.

## Filmografia parziale

### Cinema
- Café Society, regia di Woody Allen (2016)

### Televisione
- Aiutami Hope! (Raising Hope) – serie TV, 71 episodi (2010-2014)
- Perception – serie TV, episodio 3x05 (2014)
- NCIS - Unità anticrimine (NCIS) – serie TV, episodio 20x08 (2022)

## Doppiatori italiani
Nelle versioni in italiano delle opere in cui ha recitato, Gregg Binkley è stato doppiato da:
- Vladimiro Conti in Aiutami Hope!
- Stefano Miceli in Perception
- Luca Ghignone in Transparent
- Luciano Roffi in NCIS: Los Angeles
- Sergio Lucchetti in NCIS - Unità anticrimine